# 処女ママ
『処女ママ』（しょじょママ）は、2011年11月4日に桃色劇場より発売された日本のアダルトゲームである。

## 概要
Tangerine TEAM CRIMSONが開発した低価格アダルトゲームの第4作。ダウンロード販売サイト・Gyutto.comで先行独占販売され、11月18日のパッケージ版発売を経て12月2日よりDLsite.comやDMM.R18など他のサイトでもダウンロード販売が開始された。
エンディングは2種類で、1回目のプレイでは選択肢が無いままエンディングを迎えるが2回目以降は別のエンディングに分岐する選択肢が表示されるようになる。2011年12月2日から2012年1月4日まで、桃色劇場の公式サイト内で適用するとヒロインの衣装がクリスマス仕様になる「ママのサンタパッチ」が期間限定で配信されていた。

## ストーリー
海外で単身赴任している八木崎一の父親は茨木まりやと再婚し、帰国後に結婚式を挙げることになった。まりやは式を挙げる前から八木崎家で暮らすことになり一とその姉の笑理、そして住み込みのメイド・神無宜エツ子との新しい生活が始まる。ところが、まりやの入浴中に一が気付かないまま風呂場へ入ってしまうアクシデントの発生で、お互い処女と童貞の2人はどうリアクションして良いかわからず真っ赤になってしまう。状況を見かねたエツ子はまりやに親子の絆を強めるため、自分の体を使って一に性教育をしてはどうかと提案した。こうして、初心（うぶ）な義母と純情で恥ずかしがり屋な息子の性教育が始まるのであった。

## 登場人物
八木崎 一（やぎさき かず）
主人公。父親の再婚で義母となるまりやの全裸を見てしまった際にどうリアクションして良いかわからず真っ赤になってしまい、エツ子の提案でまりやから直々に「親子の絆を深める」ための性教育を受けることになってしまう。
茨木 まりや（いばらき まりや）
声 - 三郷綾夢
一の義母。まだ一の父親との式は挙げておらず、一の父親が単身赴任先から帰国する前に八木崎家の生活に慣れるため姉弟と同居することになった。豊満なバストを持ち、包容力に溢れているが性体験は皆無。親子の絆を深めるべく一に性教育を施してはどうかと言うエツ子の提案に最初は戸惑いながらも愛する息子のためならと実践して行く。
八木崎 笑理（やぎざき えみり）
声 - 鈴原千秋
一の姉。Sっ気が強い。ファザコンの気があり、義母となったまりやに対しては嫉妬混じりで無愛想に接する。
神無宜 エツ子（かんなぎ エツこ）
声 - 花園朱美
褐色の肌に金色の瞳が特徴の、ずっと昔から八木崎家に住み込みで働いているメイド。笑理と仲が良く、よくグルになって一をいじめるので一の方はエツ子に苦手意識がある。その場の思い付きで適当なことを言い、まりやと一に「親子の絆を深める」ための性教育を提案した。

## スタッフ
- 原画 - さっぽろももこ
- シナリオ - 有巻洋太
- サウンド - さっぽろももこ